# Reuzennachtzwaluwen
Reuzennachtzwaluwen (Nyctibiidae) zijn een familie van vogels in de orde Nyctibiiformes. De familie telt twee geslachten:
- Geslacht Nyctibius
- Geslacht Phyllaemulor